# Birdsong (Arkansas)
Birdsong es un pueblo ubicado en el condado de Misisipi en el estado estadounidense de Arkansas. En el Censo de 2010 tenía una población de 41 habitantes y una densidad poblacional de 175,89 personas por km².

## Geografía
Birdsong se encuentra ubicado en las coordenadas 35°27′34″N 90°15′42″O / 35.45944, -90.26167. Según la Oficina del Censo de los Estados Unidos, Birdsong tiene una superficie total de 0.23 km², de la cual 0.23 km² corresponden a tierra firme y (0%) 0 km² es agua.

## Demografía
Según el censo de 2010, había 41 personas residiendo en Birdsong. La densidad de población era de 175,89 hab./km². De los 41 habitantes, Birdsong estaba compuesto por el 29.27% blancos, el 70.73% eran afroamericanos, el 0% eran amerindios, el 0% eran asiáticos, el 0% eran isleños del Pacífico, el 0% eran de otras razas y el 0% pertenecían a dos o más razas. Del total de la población el 0% eran hispanos o latinos de cualquier raza.